# Lucille Opitz
Lucille Opitz (24 novembre 1977) è un'ex pattinatrice di velocità su ghiaccio tedesca.

## Palmarès

### Olimpiadi
- 1 medaglia:
  - 1 oro (Torino 2006 nell'inseguimento a squadre)

### Mondiali - Distanza singola
- 1 medaglia:
  - 1 bronzo (Salt Lake City 2007 nell'inseguimento a squadre)